# 格拉纳达考古博物馆
格拉纳达考古博物馆（西班牙語：Museo Arqueológico de Granada）是一个考古博物馆，位于西班牙格拉纳达阿尔拜辛区（Albayzín）达罗Carrera del Darro 41号。博物馆成立于1879年。
格拉纳达考古博物馆设于卡斯特里尔宫（Casa de Castril）, 这是一座16世纪建筑。它容纳了许多不同时期的人类制品，各厅分别关注古石器时代和人类化过程；新石器时代；青铜时代；殖民地和西班牙罗马人；罗马时代，晚期罗马和古基督教；西班牙-西哥特人和莫扎拉布考古学；西方中世纪与西班牙穆斯林考古学。
它包括一个文艺复兴庭院。建筑的立面建于1593年。

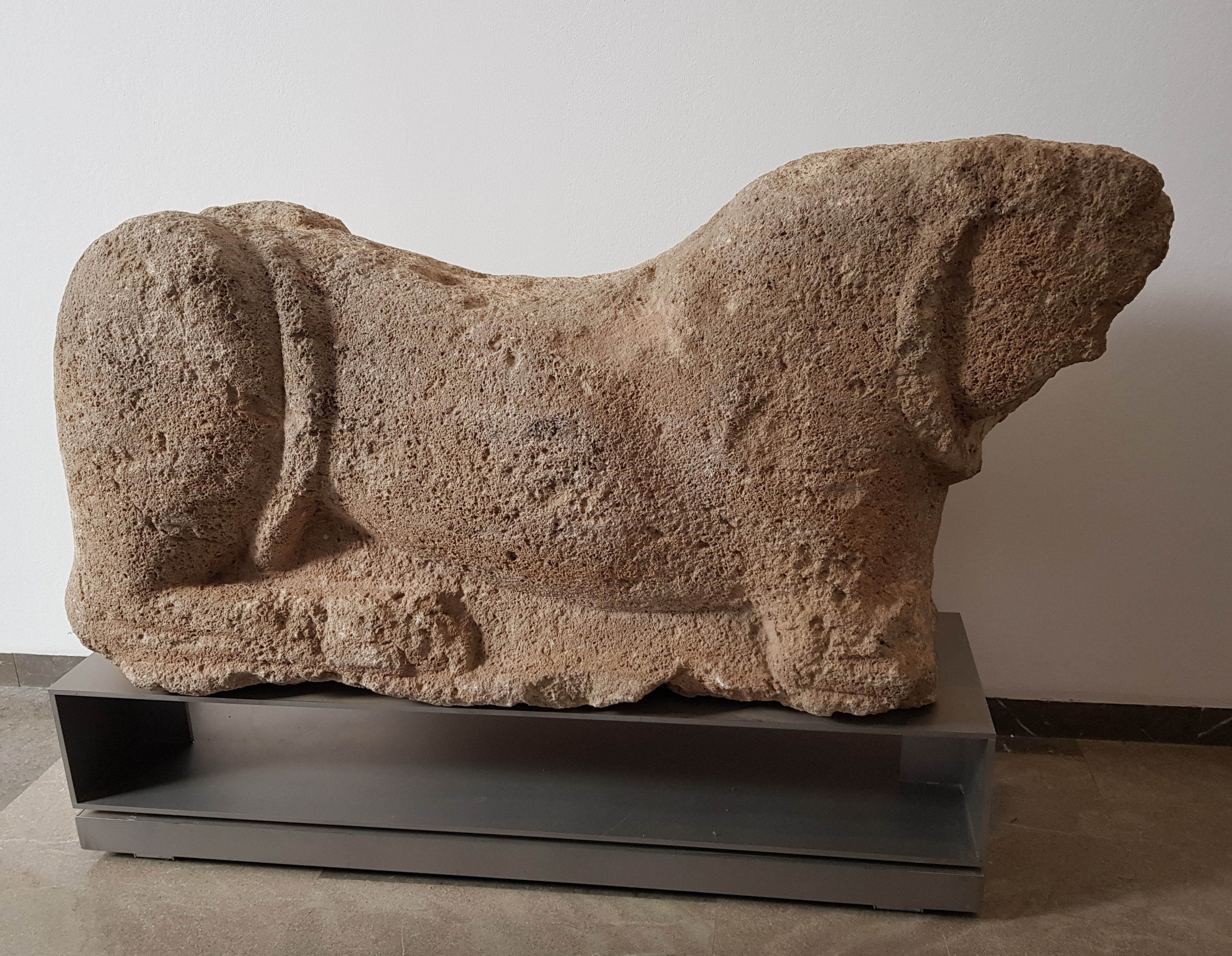
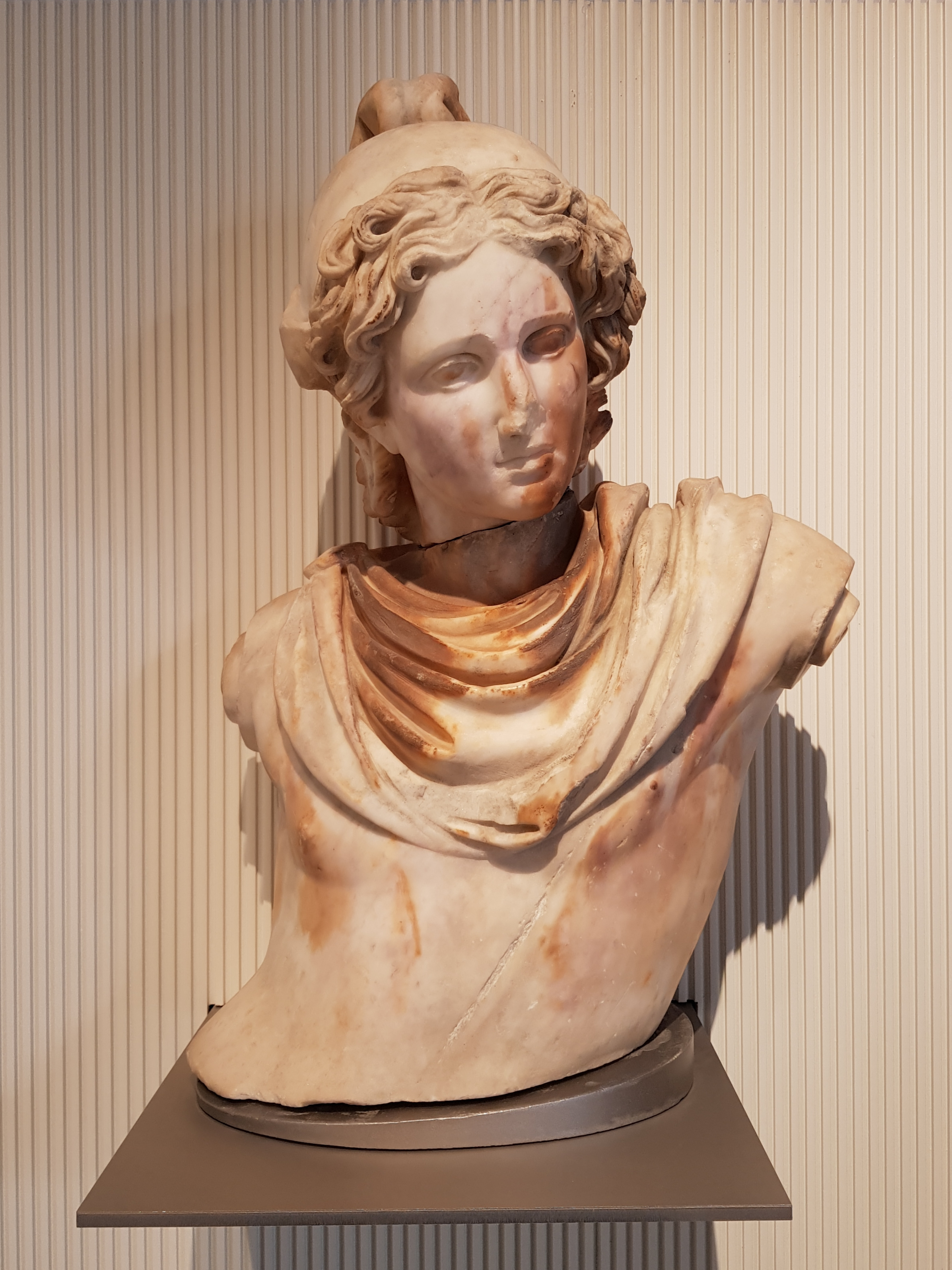
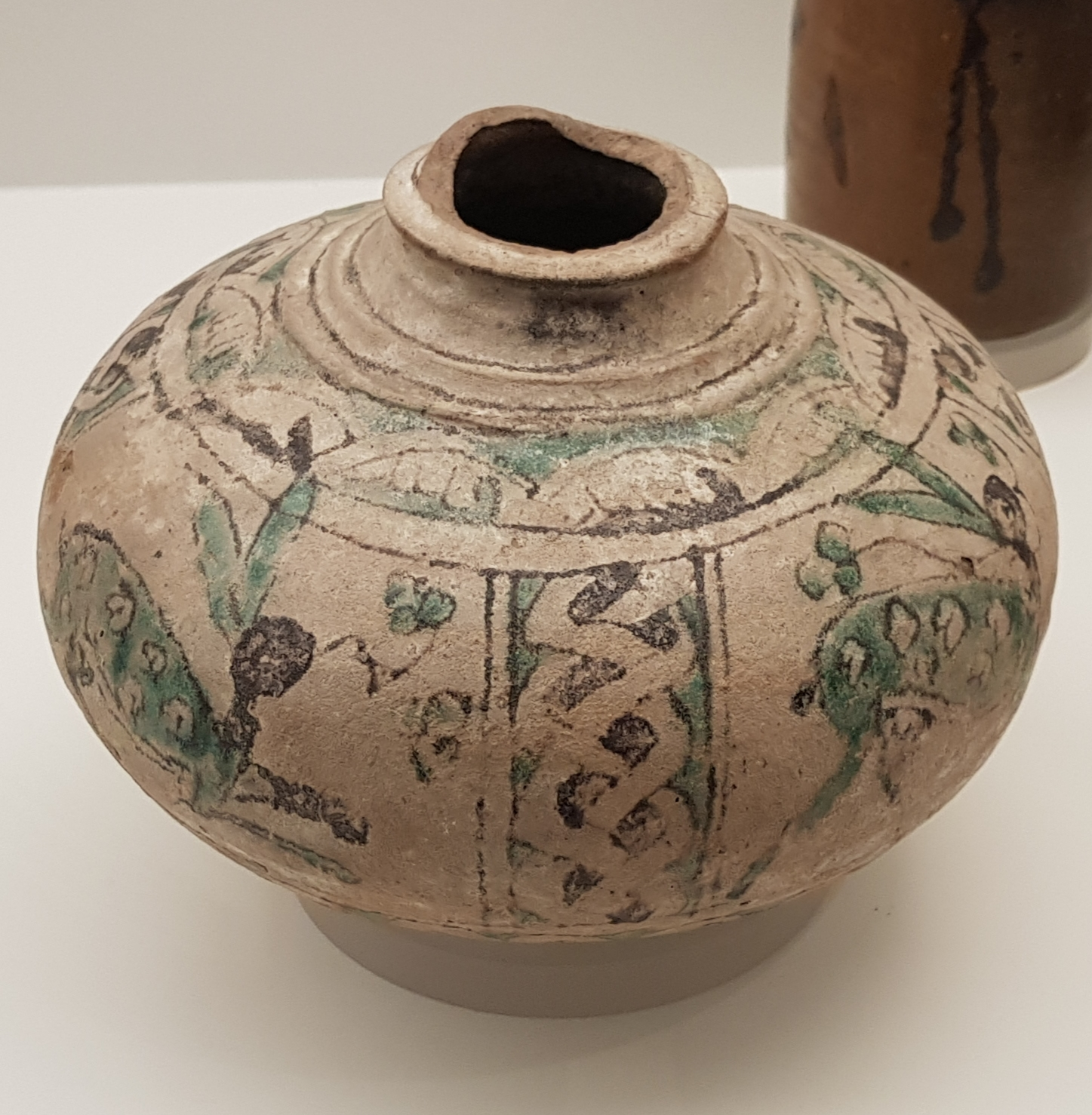
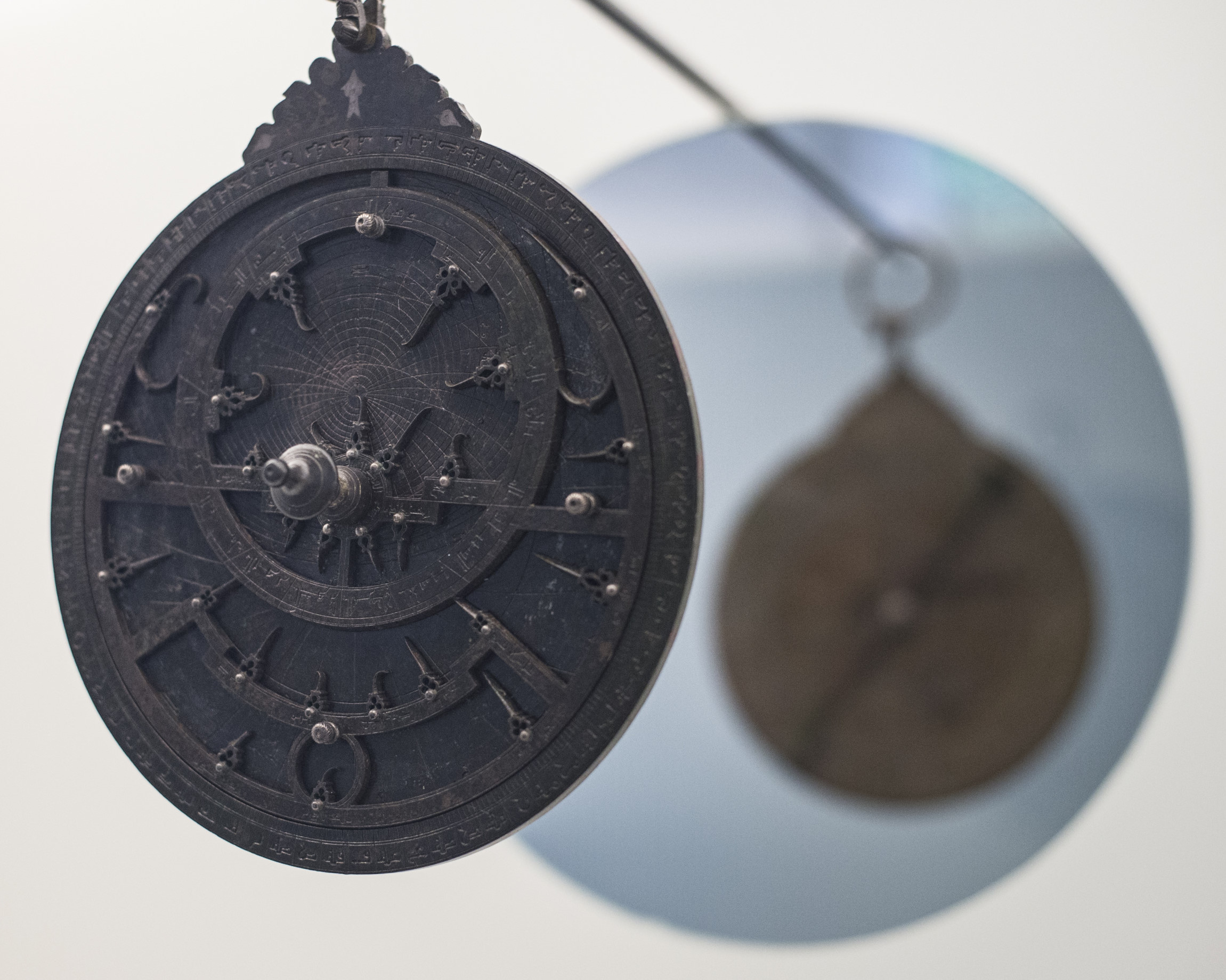